# Palmer Stadium
Palmer Stadium est un stade situé dans la ville de Princeton, New Jersey, aux États-Unis. Le stade accueille les matchs de différentes équipes de sport de l'Université de Princeton, les Tigers, notamment pour le football américain.
Le stade est ouvert en 1914 et est remplacé en 1998 par le nouveau stade de l'université, Princeton Stadium.